# 波特列斯
波特列斯，是西班牙巴伦西亚自治区巴伦西亚省的一个市镇。总面积3平方公里，总人口937人（2001年），人口密度312人/平方公里。